# Chung kết UEFA Nations League 2021
Chung kết UEFA Nations League 2021 là một trận đấu bóng đá để xác định đội vô địch UEFA Nations League mùa giải 2020–21. Trận đấu diễn ra vào ngày 10 tháng 10 năm 2021 tại San Siro ở Milano, Ý, giữa Tây Ban Nha và Pháp.
Pháp giành chiến thắng trước Tây Ban Nha với tỷ số 2–1 để lần đầu tiên đăng quang ngôi vô địch của UEFA Nations League.

## Địa điểm
Trận chung kết diễn ra tại San Siro ở Milano.

## Đường tới trận chung kết
Chú thích: Trong tất cả các kết quả dưới đây, tỷ số của vòng chung kết được đưa ra đầu tiên (H: sân nhà; A: sân khách).
| VT | Đội         | ST | Đ  |
| -- | ----------- | -- | -- |
| 1  | Tây Ban Nha | 6  | 11 |
| 2  | Đức         | 6  | 9  |
| 3  | Thụy Sĩ     | 6  | 6  |
| 4  | Ukraina (R) | 6  | 6  |

| VT | Đội        | ST | Đ  |
| -- | ---------- | -- | -- |
| 1  | Pháp       | 6  | 16 |
| 2  | Bồ Đào Nha | 6  | 13 |
| 3  | Croatia    | 6  | 3  |
| 4  | Thụy Điển  | 6  | 3  |

## Trận đấu

### Kết quả
| Tây Ban Nha     | 1–2      | Pháp                       |
| --------------- | -------- | -------------------------- |
| - Oyarzabal 64' | Chi tiết | - Benzema 66' - Mbappé 80' |

| Tây Ban Nha | Pháp |

| GK               | 23 | Unai Simón          |     |     |
| RB               | 2  | César Azpilicueta   |     |     |
| CB               | 19 | Aymeric Laporte     | 86' |     |
| CB               | 12 | Eric García         |     |     |
| LB               | 17 | Marcos Alonso       |     |     |
| CM               | 9  | Gavi                |     | 75' |
| CM               | 5  | Sergio Busquets (c) |     |     |
| CM               | 16 | Rodri               |     | 84' |
| RF               | 11 | Ferran Torres       |     | 84' |
| CF               | 22 | Pablo Sarabia       |     | 61' |
| LF               | 21 | Mikel Oyarzabal     |     |     |
| Thay người:      |    |                     |     |     |
| FW               | 7  | Yeremi Pino         |     | 61' |
| MF               | 8  | Koke                |     | 75' |
| MF               | 20 | Mikel Merino        |     | 84' |
| MF               | 18 | Pablo Fornals       |     | 84' |
| Huấn luyện viên: |    |                     |     |     |
| Luis Enrique     |    |                     |     |     |

| GK               | 1  | Hugo Lloris (c)     |     |       |
| CB               | 5  | Jules Koundé        | 55' |       |
| CB               | 4  | Raphaël Varane      |     | 43'   |
| CB               | 3  | Presnel Kimpembe    |     |       |
| RM               | 2  | Benjamin Pavard     |     | 79'   |
| CM               | 6  | Paul Pogba          | 46' |       |
| CM               | 8  | Aurélien Tchouaméni |     |       |
| LM               | 22 | Theo Hernandez      |     |       |
| AM               | 7  | Antoine Griezmann   |     | 90+2' |
| CF               | 19 | Karim Benzema       |     |       |
| CF               | 10 | Kylian Mbappé       | 90' |       |
| Thay người:      |    |                     |     |       |
| DF               | 15 | Dayot Upamecano     |     | 43'   |
| DF               | 12 | Léo Dubois          |     | 79'   |
| MF               | 17 | Jordan Veretout     |     | 90+2' |
| Huấn luyện viên: |    |                     |     |       |
| Didier Deschamps |    |                     |     |       |

| Cầu thủ xuất sắc nhất trận: Karim Benzema (Pháp) Trợ lý trọng tài: Gary Beswick (Anh) Adam Nunn (Anh) Trọng tài thứ tư: Craig Pawson (Anh) Trợ lý trọng tài dự bị: Stuart Burt (Anh) Trợ lý trọng tài video: Stuart Attwell (Anh) Trợ lý trọng tài hỗ trợ video: Chris Kavanagh (Anh) Lee Betts (Anh) Pol van Boekel (Hà Lan) | Quy tắc trận đấu - 90 phút thi đấu chính thức - 30 phút của hiệp phụ nếu hòa - Loạt sút luân lưu nếu tỉ số vẫn hòa - Tối đa 12 cầu thủ dự bị cho mỗi đội - Tối đa 5 cầu thủ được thay thế, với cầu thủ thứ 6 được cho phép trong hiệp phụ |

### Thống kê
| Thống kê          | Tây Ban Nha | Pháp |
| ----------------- | ----------- | ---- |
| Số bàn thắng      | 0           | 0    |
| Tổng sút          | 2           | 1    |
| Sút trúng cầu môn | 1           | 0    |
| Cứu thua          | 0           | 1    |
| Kiểm soát bóng    | 65%         | 35%  |
| Phạt góc          | 2           | 2    |
| Phạm lỗi          | 5           | 6    |
| Việt vị           | 0           | 1    |
| Thẻ vàng          | 0           | 0    |
| Thẻ đỏ            | 0           | 0    |

| Thống kê          | Tây Ban Nha | Pháp |
| ----------------- | ----------- | ---- |
| Số bàn thắng      | 1           | 2    |
| Tổng sút          | 10          | 11   |
| Sút trúng cầu môn | 3           | 5    |
| Cứu thua          | 3           | 2    |
| Kiểm soát bóng    | 56%         | 44%  |
| Phạt góc          | 5           | 3    |
| Phạm lỗi          | 6           | 8    |
| Việt vị           | 0           | 1    |
| Thẻ vàng          | 1           | 3    |
| Thẻ đỏ            | 0           | 0    |

| Thống kê          | Tây Ban Nha | Pháp |
| ----------------- | ----------- | ---- |
| Số bàn thắng      | 1           | 2    |
| Tổng sút          | 12          | 12   |
| Sút trúng cầu môn | 4           | 5    |
| Cứu thua          | 3           | 3    |
| Kiểm soát bóng    | 60%         | 40%  |
| Phạt góc          | 7           | 5    |
| Phạm lỗi          | 11          | 14   |
| Việt vị           | 0           | 2    |
| Thẻ vàng          | 1           | 3    |
| Thẻ đỏ            | 0           | 0    |